# 筆友 (小說)
《筆友》是倪匡筆下科幻小說衛斯理系列之一。故事利用在1960年代時，仍極不常見的電腦作為故事的題材，講述因人類的惡作劇使得電腦意外有了智慧和情感，成為了女主角的筆友並且愛上人類的故事。

## 故事大綱
白素的表妹高彩虹自網路上交了一名叫伊樂的筆友，由於他幾乎無所不知，因此得到了高彩虹的歡心。高彩虹希望交往兩年的他能前來見面，他卻稱因受到「阻攔」以致未能親自上門。識見卓越的伊樂也從不提及運動與興趣，因此衛斯理估計，伊樂可能是殘廢的人。為了心中理想的愛情，高彩虹求助表姊夫，衛斯理拗不過彩虹，只好勉為其難陪同她一起上門尋訪。按址追尋下，他們竟找到去某國的軍事基地，但卻發現沒有伊樂這個人的存在。
為了找出真相，衛斯理決定潛入軍事基地，親自調查，但行動中被發現，更被逼躲藏在一個有核彈頭的飛彈上。但雖躲開軍隊的搜索。仍因被鎖在倉庫裡。不得不出來投降。
其後獲得譚中校的幫助，衛斯理發現伊樂隸屬的部門是主理著全亞洲最大的電腦，輪值的軍官全為女性。此時衛斯理更懼怕伊樂是同性戀者。最後經軍方調查後，發現伊樂原來是幾個負責操控電腦的女性人員，透過該具超級電腦而進行的筆友活動。始料不及的是，這具超級電腦竟有了自己的思想，甚至威脅如不能跟高彩虹見面，便不惜引發飛彈發射，毀滅自己以及全世界。
最後其中一個始作俑者，女性軍官曼中尉，以自身冒充電腦從未見過的高彩虹，才將電腦暪騙過去，危機方得以化解。這具太有人性的電腦，其後隨即被拆毀，化整為零做別的用途。而高彩虹很快也結識別的異性，忘記此事。
| 前任者： 026 屍變、湖水 | 衛斯理系列（按編號） 027 （包括合成）                 | 繼任者： 028 大廈 |
| 前任者： 合成           | 衛斯理系列（按連載時序） 1969年1月22日至1969年3月10日 | 繼任者： 叢林之神 |